# Conus artoptus
Conus artoptus é uma espécie de gastrópode do gênero Conus, pertencente à família Conidae.